# Hagiosynodos hadros
Hagiosynodos hadros är en mossdjursart som beskrevs av Hayward och Harold Hall McKinney 2002. Hagiosynodos hadros ingår i släktet Hagiosynodos och familjen Cheiloporinidae. Inga underarter finns listade i Catalogue of Life.